# Miguel Coelho de Sousa
Miguel Coelho de Sousa (m. 1727) foi um reinol, ou seja, oriundo do Reino de Portugal, embora sua cidade natal seja desconhecida, que foi um dos primeiros mineradores nas Minas Gerais, no Brasil. Casou-se em Itu, em 1701, com Francisca Vaz Cardoso (filha de Pedro Vaz Ratão, de Évora, e de Helena do Prado), com quem gerou Caetano de Sousa Leme e Antônio e Sousa Leme. Mais tarde foi para Cuiabá. É registrado que foi morto pelos índios paiaguás da bacia do rio Paraguai.